# Élections cantonales de 1998 dans l'Ariège
Les élections cantonales ont eu lieu les 15 et 22 mars 1998.
Lors de ces élections, 11 des 22 cantons de l'Ariège ont été renouvelés. Elles ont vu la reconduction de la majorité socialiste dirigée par Robert Naudi, président du conseil général depuis 1985.

## Résultats à l'échelle du département
| Étiquette      | Étiquette                          | Premier tour | Premier tour | Second tour | Second tour | Sièges |
| Étiquette      | Étiquette                          | Voix         | %            | Voix        | %           | Sièges |
| -------------- | ---------------------------------- | ------------ | ------------ | ----------- | ----------- | ------ |
|                | Parti socialiste                   | 14 895       | 43,07        | 14 735      | 56,84       | 11     |
|                | Parti communiste français          | 4 669        | 13,50        | 1 767       | 6,82        | 0      |
|                | Les Verts                          | 1 461        | 4,22         |             |             |        |
|                | Parti radical de gauche            | 184          | 0,53         |             |             |        |
| Gauche         | Gauche                             | 21 209       | 61,33        | 16 502      | 63,66       | 11     |
|                |                                    |              |              |             |             |        |
|                | Divers droite                      | 3 822        | 11,05        | 3 319       | 12,80       | 0      |
|                | Rassemblement pour la République   | 3 392        | 9,81         | 2 840       | 10,95       | 0      |
|                | Front national                     | 3 111        | 9,00         |             |             |        |
|                | Union pour la démocratie française | 2 594        | 7,50         | 3 264       | 12,59       | 0      |
|                | Divers Écologie                    | 223          | 0,64         |             |             |        |
| Droite         | Droite                             | 13 142       | 38,00        | 9 423       | 36,34       | 0      |
|                |                                    |              |              |             |             |        |
|                | Divers dont Partit occitan         | 231          | 0,67         |             |             |        |
|                |                                    |              |              |             |             |        |
| Inscrits       | Inscrits                           | 54 749       | 100,00       | 43 454      | 100,00      |        |
| Abstention     | Abstention                         | 18 221       | 33,28        | 15 405      | 35,45       |        |
| Votants        | Votants                            | 36 528       | 66,72        | 28 049      | 64,55       |        |
| Blancs et nuls | Blancs et nuls                     | 1 946        | 5,33         | 2 124       | 7,57        |        |
| Exprimés       | Exprimés                           | 34 582       | 94,67        | 25 925      | 92,43       |        |

## Liste des élus
| Canton                 | Conseiller sortant     | Parti | Parti | Conseiller élu         | Parti | Parti |
| ---------------------- | ---------------------- | ----- | ----- | ---------------------- | ----- | ----- |
| Fossat                 | René Massat            |       | PS    | René Massat            |       | PS    |
| Lavelanet              | Bernard Marty          |       | DVD   | Jean-Pierre Bel        |       | PS    |
| Mas-d'Azil             | Raymond Berdou         |       | PS    | Raymond Berdou         |       | PS    |
| Oust                   | Roger Barrau           |       | PS    | Julien Souquet         |       | PS    |
| Pamiers-Est            | Jean Vigneron          |       | PS    | André Montané          |       | PS    |
| Pamiers-Ouest          | François-Bernard Soula |       | PS    | François-Bernard Soula |       | PS    |
| Quérigut               | Auguste Paychenq       |       | PS    | Auguste Paychenq       |       | PS    |
| Saint-Girons           | Bernard Gondran        |       | UDF   | Henri Nayrou           |       | PS    |
| Sainte-Croix-Volvestre | Pierre Fauroux         |       | PS    | Pierre Fauroux         |       | PS    |
| Tarascon-sur-Ariège    | Robert Naudi           |       | PS    | Robert Naudi           |       | PS    |
| Vicdessos              | Bernard Piquemal       |       | PS    | Bernard Piquemal       |       | PS    |

## Résultats par canton

### Canton du Fossat
| Candidats      | Candidats           | Étiquette      | Premier tour | Premier tour |
| Candidats      | Candidats           | Étiquette      | Voix         | %            |
| -------------- | ------------------- | -------------- | ------------ | ------------ |
|                | René Massat*        | PS             | 1 562        | 57,26        |
|                | Jacques de la Place | RPR            | 494          | 18,11        |
|                | Michel Guiraud      | PCF            | 425          | 15,58        |
|                | Suzanne Lacombe     | FN             | 247          | 9,05         |
|                |                     |                |              |              |
| Inscrits       | Inscrits            | Inscrits       | 4 124        | 100,00       |
| Abstentions    | Abstentions         | Abstentions    | 1 212        | 29,39        |
| Votants        | Votants             | Votants        | 2 912        | 70,61        |
| Blancs et nuls | Blancs et nuls      | Blancs et nuls | 184          | 6,32         |
| Exprimés       | Exprimés            | Exprimés       | 2 728        | 93,68        |

*sortant

### Canton de Lavelanet
| Candidats      | Candidats       | Étiquette      | Premier tour | Premier tour | Second tour | Second tour |
| Candidats      | Candidats       | Étiquette      | Voix         | %            | Voix        | %           |
| -------------- | --------------- | -------------- | ------------ | ------------ | ----------- | ----------- |
|                | Bernard Marty*  | DVD            | 2 559        | 37,94        | 3 319       | 49,36       |
|                | Jean-Pierre Bel | PS             | 2 244        | 33,27        | 3 405       | 50,64       |
|                | Georges Mesplie | FN             | 815          | 12,08        |             |             |
|                | Lyliane Cassan  | PCF            | 769          | 11,40        |             |             |
|                | Laurent Carrère | Verts          | 358          | 5,31         |             |             |
|                |                 |                |              |              |             |             |
| Inscrits       | Inscrits        | Inscrits       | 10 665       | 100,00       | 10 665      | 100,00      |
| Abstentions    | Abstentions     | Abstentions    | 3 545        | 33,24        | 3 542       | 33,21       |
| Votants        | Votants         | Votants        | 7 120        | 66,76        | 7 123       | 66,79       |
| Blancs et nuls | Blancs et nuls  | Blancs et nuls | 375          | 5,27         | 399         | 5,60        |
| Exprimés       | Exprimés        | Exprimés       | 6 745        | 94,73        | 6 724       | 94,40       |

*sortant

### Canton du Mas-d'Azil
| Candidats      | Candidats       | Étiquette      | Premier tour | Premier tour |
| Candidats      | Candidats       | Étiquette      | Voix         | %            |
| -------------- | --------------- | -------------- | ------------ | ------------ |
|                | Raymond Berdou* | PS             | 1 129        | 50,94        |
|                | Léon Loubet     | DVD            | 488          | 22,02        |
|                | Jean Feix       | PCF            | 455          | 20,26        |
|                | Étienne Daure   | FN             | 150          | 6,76         |
|                |                 |                |              |              |
| Inscrits       | Inscrits        | Inscrits       | 3 408        | 100,00       |
| Abstentions    | Abstentions     | Abstentions    | 1 017        | 29,84        |
| Votants        | Votants         | Votants        | 2 391        | 70,16        |
| Blancs et nuls | Blancs et nuls  | Blancs et nuls | 169          | 7,07         |
| Exprimés       | Exprimés        | Exprimés       | 2 222        | 92,93        |

*sortant

### Canton d'Oust
| Candidats      | Candidats        | Étiquette      | Premier tour | Premier tour | Second tour | Second tour |
| Candidats      | Candidats        | Étiquette      | Voix         | %            | Voix        | %           |
| -------------- | ---------------- | -------------- | ------------ | ------------ | ----------- | ----------- |
|                | Julien Souquet   | PS             | 723          | 39,77        | 973         | 55,76       |
|                | Vincent Rozès    | RPR            | 539          | 29,65        | 772         | 44,24       |
|                | Lucien Dupont    | ECO            | 223          | 12,27        |             |             |
|                | Pierre Icart     | DVD            | 150          | 8,25         |             |             |
|                | Solange Giscloux | PCF            | 122          | 6,71         |             |             |
|                | Henri Laurent    | FN             | 61           | 3,36         |             |             |
|                |                  |                |              |              |             |             |
| Inscrits       | Inscrits         | Inscrits       | 2 792        | 100,00       | 2 790       | 100,00      |
| Abstentions    | Abstentions      | Abstentions    | 914          | 32,74        | 946         | 33,91       |
| Votants        | Votants          | Votants        | 1 878        | 67,26        | 1 844       | 66,09       |
| Blancs et nuls | Blancs et nuls   | Blancs et nuls | 60           | 3,19         | 99          | 5,37        |
| Exprimés       | Exprimés         | Exprimés       | 1 818        | 96,81        | 1 745       | 94,63       |

### Canton de Pamiers-Est
| Candidats      | Candidats           | Étiquette      | Premier tour | Premier tour | Second tour | Second tour |
| Candidats      | Candidats           | Étiquette      | Voix         | %            | Voix        | %           |
| -------------- | ------------------- | -------------- | ------------ | ------------ | ----------- | ----------- |
|                | André Montané       | PS             | 1 600        | 31,63        | 2 775       | 61,83       |
|                | Roger Ribaute       | UDF            | 1 296        | 25,62        | 1 713       | 38,16       |
|                | Jean-Paul Pedoussat | PCF            | 882          | 17,44        | Retrait     | Retrait     |
|                | Étienne Daure       | FN             | 666          | 13,16        |             |             |
|                | Françoise Matricon  | Verts          | 429          | 8,48         |             |             |
|                | Jean-Pierre Austin  | PRG            | 184          | 3,63         |             |             |
|                |                     |                |              |              |             |             |
| Inscrits       | Inscrits            | Inscrits       | 8 287        | 100,00       | 8 285       | 100,00      |
| Abstentions    | Abstentions         | Abstentions    | 2 879        | 34,74        | 3 340       | 40,31       |
| Votants        | Votants             | Votants        | 5 408        | 65,26        | 4 945       | 59,69       |
| Blancs et nuls | Blancs et nuls      | Blancs et nuls | 351          | 6,49         | 457         | 9,24        |
| Exprimés       | Exprimés            | Exprimés       | 5 057        | 93,51        | 4 488       | 90,76       |

### Canton de Pamiers-Ouest
| Candidats      | Candidats               | Étiquette      | Premier tour | Premier tour | Second tour | Second tour |
| Candidats      | Candidats               | Étiquette      | Voix         | %            | Voix        | %           |
| -------------- | ----------------------- | -------------- | ------------ | ------------ | ----------- | ----------- |
|                | François-Bernard Soula* | PS             | 1 787        | 40,18        | 2 485       | 61,57       |
|                | Gérard Legrand          | UDF            | 1 298        | 29,18        | 1 551       | 38,42       |
|                | Daniel Meyer            | PCF            | 639          | 14,37        |             |             |
|                | Michel Duchochois       | FN             | 495          | 11,13        |             |             |
|                | Jacques Pince           | POC            | 229          | 5,15         |             |             |
|                |                         |                |              |              |             |             |
| Inscrits       | Inscrits                | Inscrits       | 7 263        | 100,00       | 7 261       | 100,00      |
| Abstentions    | Abstentions             | Abstentions    | 2 611        | 35,95        | 2 921       | 40,23       |
| Votants        | Votants                 | Votants        | 4 652        | 64,05        | 4 340       | 59,77       |
| Blancs et nuls | Blancs et nuls          | Blancs et nuls | 204          | 4,39         | 304         | 7,00        |
| Exprimés       | Exprimés                | Exprimés       | 4 448        | 95,61        | 4 036       | 93,00       |

*sortant

### Canton de Quérigut
| Candidats      | Candidats         | Étiquette      | Premier tour | Premier tour |
| Candidats      | Candidats         | Étiquette      | Voix         | %            |
| -------------- | ----------------- | -------------- | ------------ | ------------ |
|                | Auguste Paycheng* | PS             | 211          | 62,61        |
|                | Guy Bousquet      | PCF            | 104          | 30,86        |
|                | Étienne Daure     | FN             | 22           | 6,53         |
|                |                   |                |              |              |
| Inscrits       | Inscrits          | Inscrits       | 524          | 100,00       |
| Abstentions    | Abstentions       | Abstentions    | 155          | 29,58        |
| Votants        | Votants           | Votants        | 369          | 70,42        |
| Blancs et nuls | Blancs et nuls    | Blancs et nuls | 32           | 8,67         |
| Exprimés       | Exprimés          | Exprimés       | 337          | 91,33        |

*sortant

### Canton de Saint-Girons
| Candidats      | Candidats           | Étiquette      | Premier tour | Premier tour | Second tour | Second tour |
| Candidats      | Candidats           | Étiquette      | Voix         | %            | Voix        | %           |
| -------------- | ------------------- | -------------- | ------------ | ------------ | ----------- | ----------- |
|                | Henri Nayrou        | PS             | 2 445        | 48,02        | 3 122       | 60,15       |
|                | Bernard Gondran*    | RPR            | 1 733        | 34,04        | 2 068       | 39,84       |
|                | Hervé Soula         | PCF            | 371          | 7,28         |             |             |
|                | François Paumier    | Verts          | 322          | 6,32         |             |             |
|                | Jacques Lacombe     | FN             | 218          | 4,28         |             |             |
|                | Jean-Michel Boineau | SE             | 2            | 0,03         |             |             |
|                |                     |                |              |              |             |             |
| Inscrits       | Inscrits            | Inscrits       | 8 053        | 100,00       | 8 052       | 100,00      |
| Abstentions    | Abstentions         | Abstentions    | 2 689        | 33,39        | 2 521       | 31,31       |
| Votants        | Votants             | Votants        | 5 364        | 66,61        | 5 531       | 68,69       |
| Blancs et nuls | Blancs et nuls      | Blancs et nuls | 273          | 5,09         | 341         | 6,17        |
| Exprimés       | Exprimés            | Exprimés       | 5 091        | 94,91        | 5 190       | 93,83       |

*sortant

### Canton de Sainte-Croix-Volvestre
| Candidats      | Candidats             | Étiquette      | Premier tour | Premier tour |
| Candidats      | Candidats             | Étiquette      | Voix         | %            |
| -------------- | --------------------- | -------------- | ------------ | ------------ |
|                | Pierre Fauroux*       | PS             | 1 011        | 83,14        |
|                | Roland Roquefort      | PCF            | 76           | 6,25         |
|                | Jean-Claude Barioulet | Verts          | 69           | 5,67         |
|                | Étienne Daure         | FN             | 60           | 4,93         |
|                |                       |                |              |              |
| Inscrits       | Inscrits              | Inscrits       | 1 737        | 100,00       |
| Abstentions    | Abstentions           | Abstentions    | 466          | 26,83        |
| Votants        | Votants               | Votants        | 1 271        | 73,17        |
| Blancs et nuls | Blancs et nuls        | Blancs et nuls | 55           | 4,33         |
| Exprimés       | Exprimés              | Exprimés       | 1 216        | 95,67        |

*sortant

### Canton de Tarascon-sur-Ariège
| Candidats      | Candidats       | Étiquette      | Premier tour | Premier tour | Second tour | Second tour |
| Candidats      | Candidats       | Étiquette      | Voix         | %            | Voix        | %           |
| -------------- | --------------- | -------------- | ------------ | ------------ | ----------- | ----------- |
|                | Robert Naudi*   | PS             | 1 615        | 41,58        | 1 975       | 52,78       |
|                | José Navarro    | PCF            | 697          | 17,95        | 1 767       | 47,22       |
|                | Jacques Fuster  | RPR            | 626          | 16,12        |             |             |
|                | André Maffre    | FN             | 349          | 8,99         |             |             |
|                | Roger Carbonell | DVD            | 314          | 8,08         |             |             |
|                | Josette Subra   | Verts          | 283          | 7,29         |             |             |
|                |                 |                |              |              |             |             |
| Inscrits       | Inscrits        | Inscrits       | 6 402        | 100,00       | 6 401       | 100,00      |
| Abstentions    | Abstentions     | Abstentions    | 2 312        | 36,11        | 2 135       | 33,35       |
| Votants        | Votants         | Votants        | 4 090        | 63,89        | 4 266       | 66,65       |
| Blancs et nuls | Blancs et nuls  | Blancs et nuls | 206          | 5,04         | 524         | 12,28       |
| Exprimés       | Exprimés        | Exprimés       | 3 884        | 94,96        | 3 742       | 87,72       |

*sortant

### Canton de Vicdessos
| Candidats      | Candidats         | Étiquette      | Premier tour | Premier tour |
| Candidats      | Candidats         | Étiquette      | Voix         | %            |
| -------------- | ----------------- | -------------- | ------------ | ------------ |
|                | Bernard Piquemal* | PS             | 568          | 54,82        |
|                | Thierry Miquel    | DVD            | 241          | 23,26        |
|                | Robert Carlevatto | PCF            | 129          | 12,45        |
|                | Jean Darnaud      | DVD            | 70           | 6,75         |
|                | Thérèse Aliot     | FN             | 28           | 2,70         |
|                |                   |                |              |              |
| Inscrits       | Inscrits          | Inscrits       | 1 494        | 100,00       |
| Abstentions    | Abstentions       | Abstentions    | 421          | 28,18        |
| Votants        | Votants           | Votants        | 1 073        | 71,82        |
| Blancs et nuls | Blancs et nuls    | Blancs et nuls | 37           | 3,45         |
| Exprimés       | Exprimés          | Exprimés       | 1 036        | 96,55        |

*sortant